# Erbio
El erbio es un elemento químico de la tabla periódica cuyo símbolo es Er y su número atómico es 68. El erbio es un elemento un tanto raro de color plateado perteneciente a los lantánidos y que aparece asociado a otros lantánidos en el mineral gadolinita procedente de Ytterby (Suecia).
Los usos principales de Erbium incluyen sus iones Er3+ de color rosa, que tienen propiedades ópticas fluorescentes particularmente útiles en ciertas aplicaciones de láser. Los vidrios o cristales dopados con erbio se pueden usar como medios de amplificación óptica, donde los iones Er3+ se bombean ópticamente a alrededor de 980 o 1480 nm y luego irradian luz a 1530 nm en emisión estimulada. Este proceso da como resultado un  amplificador óptico láser inusualmente mecánicamente simple para señales transmitidas por fibra óptica. La longitud de onda de 1550 nm es especialmente importante para las comunicaciones ópticas porque las fibras ópticas monomodo estándar tienen una pérdida mínima en esta longitud de onda en particular.
Además de los láseres amplificadores de fibra óptica, una gran variedad de aplicaciones médicas (es decir, dermatología, odontología) dependen de la emisión de 2940 nm del ion erbio (ver Er:YAG laser) cuando iluminado a otra longitud de onda, que es muy absorbida en el agua de los tejidos, por lo que su efecto es muy superficial. Tal deposición superficial de tejido de energía láser es útil en la cirugía láser, y para la producción eficiente de vapor que produce la ablación del esmalte mediante tipos comunes de láser dental.

## Características

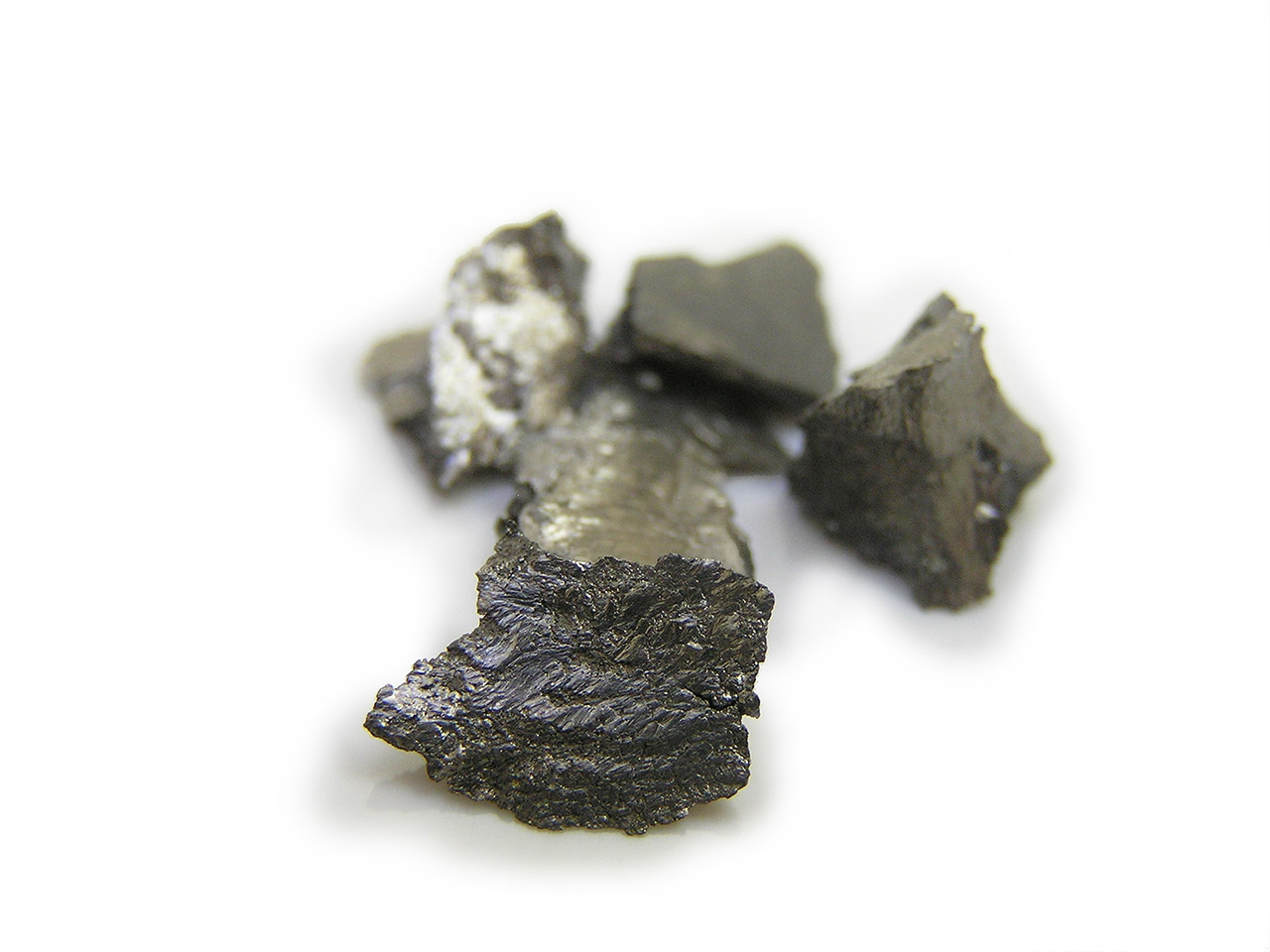
Fragmentos de erbio metálico.

El erbio es un elemento trivalente, maleable, relativamente estable en el aire y no se oxida tan rápidamente como otros metales de las tierras raras. Sus sales son rosadas y el elemento origina un característico espectro de absorción en el espectro visible, ultravioleta y cerca del infrarrojo. Su óxido es la erbia. Las propiedades del erbio están muy influenciadas por la cantidad y tipo de impurezas presentes. El erbio no tiene papel biológico conocido alguno aunque algunos creen que es capaz de estimular el metabolismo. Los cristales o vidrios dopados con erbio pueden ser utilizados en amplificación óptica, en la que los iones de erbio son bombeados ópticamente alrededor de las longitudes de ondas de 980 nm o 1480 nm e irradian luz en longitudes de onda de 1550 nm. Este proceso puede ser utilizado para crear láseres y amplificadores ópticos. La longitud de onda de 1550 nm es especialmente importante para las comunicaciones ópticas porque las fibras ópticas normalizadas tienen pérdidas mínimas en esta longitud de onda.

### Propiedades físicas

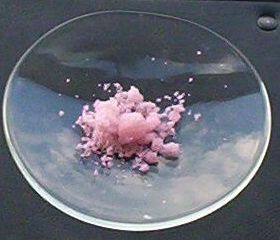
Cloruro de erbio(III) a la luz del sol, mostrando algo de fluorescencia rosada de Er^{+3} procedente de la luz ultravioleta natural.

Un elemento trivalente, el erbio puro metálico es maleable, suave pero estable en el aire, y no se oxida tan rápido como otros metales de tierras raras. Sus sales son color rosa, y el elemento tiene un espectro de absorción características con bandas nítidas en luz visible, ultravioleta, y cerca de infrarrojo. De lo contrario, se parece mucho a las otras tierras raras. Su sesquióxido se llama erbia. Las propiedades del erbio están dictadas hasta cierto punto por el tipo y la cantidad de impurezas presentes. El erbio no desempeña ningún papel biológico conocido, pero se cree que puede estimular el metabolismo.
El erbio es ferromagnético por debajo de 19 K, antiferromagnético entre 19 y 80 K y paramagnético por encima de 80 K.
El erbio puede formar grupos atómicos en forma de hélice Er3N, donde la distancia entre los átomos de erbio es de 0,35 nm. Esos grupos se pueden aislar encapsulándolos en moléculas de fullereno, según lo confirmado por microscopía electrónica de transmisión.

### Propiedades químicas
El metal de erbio retiene el lustre en aire seco, sin embargo desarrolla una pátina en aire húmedo y se quema para formar óxido de erbio(III):
4 Er + 3 O2 → 2 Er2O3
El erbio es bastante electropositivo y reacciona lentamente con agua fría y bastante rápido con agua caliente formando hidróxido de erbio:
2 Er (s) + 6 H2O (l) → 2 Er(OH)3 (aq) + 3 H2 (g)
El erbio metálico reacciona con todos los halógenos:
2 Er (s) + 3 F2 (g) → 2 ErF3 (s) [rosado]
2 Er (s) + 3 Cl2 (g) → 2 ErCl3 (s) [violeta]
2 Er (s) + 3 Br2 (g) → 2 ErBr3 (s) [violeta]
2 Er (s) + 3 I2 (g) → 2 ErI3 (s) [violeta]
El erbio se disuelve en ácido sulfúrico diluido formando soluciones que contienen iones hidratados de Er(III), que existen en complejos hidratados [Er(OH2)9]3+ rosados rojizos:
2 Er (s) + 3 H2SO4 (aq) → 2 Er3+ (aq) + 3 SO2−
4 (aq) + 3 H2 (g)

## Aplicaciones
Las aplicaciones del erbio son variadas; es utilizado habitualmente como filtro fotográfico y debido a su resistencia es útil como aditivo metalúrgico. Otros usos del erbio son:
- Se utiliza en tecnología nuclear como amortiguador de neutrones.
- Utilizado como dopante en amplificadores de fibra óptica.

- Cuando se adiciona al vanadio como elemento de aleación el erbio rebaja la dureza y mejora el mecanizado.
- El óxido de erbio tiene un color rosa y se utiliza a veces como colorante para vidrios y esmaltes para porcelanas. Ese mismo vidrio se utiliza a menudo en gafas de sol y joyería barata.
- Las fibras ópticas de silicio dopadas con erbio son el elemento activo en los amplificadores de fibra dopados con erbio (EDFA), los cuales son ampliamente utilizados en comunicaciones ópticas. Las mismas fibras se pueden usar para crear fibras láser. La fibra dopada conjuntamente con erbio e iterbio se utiliza en fibras láser de gran potencia, las cuales están reemplazando gradualmente las fibras láser de CO2 en aplicaciones de soldadura y corte.

## Historia
El erbio (de Ytterby, una ciudad sueca) fue descubierto por Carl Gustaf Mosander en 1843. Mosander separó la "itria" del mineral gadolinita en tres fracciones que denominó itria, erbia, y terbia. Nombró al nuevo elemento en honor a la ciudad de Ytterby, donde se encontraron grandes concentraciones de itria y erbio. La erbia y la terbia, sin embargo, se confundían por aquellos tiempos. Después de 1860, la terbia fue renombrada como erbia y en 1877 lo que era conocido como erbia se llamó terbia. Óxido de erbio (Er2O3) bastante puro fue aislado de forma independiente por Georges Urbain y Charles James en 1905. Hasta 1934 no se consiguió obtener erbio lo suficientemente puro hasta cuando se consiguió reducir el cloruro anhidro con vapor de potasio.

## Abundancia y obtención

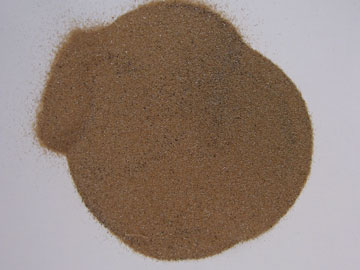
Arena de monazita.

La concentración de erbio en la corteza terrestre es de unos 2,8 mg/kg y en el agua de mar de 0,9 ng/L. Esta concentración es suficiente para que el erbio ocupe el puesto 45 en abundancia de elementos en la corteza terrestre.
Al igual que otras tierras raras, este elemento nunca se encuentra como elemento libre en la naturaleza, sino que se encuentra unido en minerales de arena de monacita. Históricamente ha sido muy difícil y costoso separar las tierras raras entre sí en sus minerales, pero los métodos de cromatografía de intercambio iónico desarrollados a finales del siglo XX han reducido en gran medida el coste de producción de todos los metales de tierras raras y sus compuestos químicos.
Como otras tierras raras, el erbio nunca se encuentra como elemento libre en la naturaleza pero sí en minerales como la monazita. Históricamente siempre ha sido difícil y caro separar las tierras raras unas de otras a partir de sus menas pero las técnicas de producción basadas en el intercambio iónico desarrolladas a finales del siglo XX ha abaratado apreciablemente el coste de todas las tierras raras y sus compuestos químicos. Las principales fuentes comerciales de erbio son los minerales xenotimo y euxenita y recientemente las arcillas de adsorción iónica de China meridional. En las muestras ricas de itrio de este tipo de mena, el itrio representa alrededor de los 2/3 de la masa total; y la erbia (óxido de erbio) representa entre el 4 y 5%. Esta cantidad de erbio es suficiente para conferir un color rosa característico a la disolución cuando la muestra rica en erbio se disuelve en medio ácido. Este comportamiento cromático es extraordinariamente similar al que Mosander y los demás científicos que trabajaron con las tierras raras podrían haber visto en sus muestras de gadolinita procedente de Ytterby.

## Isótopos
El erbio aparece en la naturaleza como mezcla de 6 isótopos estables: 162Er, 164Er, 166Er, 167Er, 168Er y 170Er; siendo el 166Er el más abundante (33,503% de abundancia). Se han caracterizado 29 radioisótopos, siendo el más estable el 169Er con un periodo de semidesintegración de 9,4 días, el 172Er con uno de 49,3 horas, el 160Er con uno de 28,58 horas, el 165Er con uno de 10,36 horas y el 171Er con uno de 7,516 horas. Los restantes isótopos radiactivos tienen períodos de semidesintegración inferiores a las 3,5 horas y la mayoría de ellos la tienen menor de 4 minutos. El erbio también tiene 13 metaestados, siendo el más estable el 167mEr (t½ 2,269 segundos).
La masa atómica de los isótopos del erbio varía entre 142,9663 u (143Er) y 176,9541 u (177Er). El principal modo de desintegración de los isótopos anteriores al isótopo estable más abundante, el 166Er, es la captura electrónica y el principal modo de los isótopos posteriores es la desintegración beta. Los productos de desintegración primarios anteriores al 166Er son isótopos del elemento 67 (holmio) y los productos de desintegración primarios posteriores son isótopos del elemento 69 (tulio).

## Compuestos de erbio

### Óxidos
Polvo de óxido de erbio (III)
Artículo principal: óxido de erbio (III)
El óxido de erbio (III) (también conocido como erbia) es el único óxido de erbio conocido, aislado por primera vez por Carl Gustaf Mosander en 1843 y obtenido por primera vez en forma pura en 1905 por Georges Urbain y Charles James. Tiene una estructura cúbica que se asemeja al motivo bixbyita. Los centros de Er3+ son octaédricos. La formación de óxido de erbio se logra quemando erbio metálico. El óxido de erbio es insoluble en agua y soluble en ácidos minerales.

### Haluros
El fluoruro de erbio (III) es un polvo rosado que se puede producir haciendo reaccionar nitrato de erbio(III) y fluoruro de amonio. Se puede utilizar para fabricar materiales transmisores de luz infrarroja y materiales luminiscentes de conversión ascendente. El cloruro de erbio (III) es un compuesto violeta que se puede formar calentando primero óxido de erbio (III) y cloruro de amonio para producir la sal de amonio del pentacloruro ([NH4]2ErCl5) y luego calentándolo al vacío a 350-400 °C.. Forma cristales del tipo AlCl3, con cristales monoclínicos y el grupo puntual C2/m. El hexahidrato de cloruro de erbio (III) también forma cristales monoclínicos con el grupo puntual de P2/n (P2/c) - C42h. En este compuesto, el erbio está octacoordinado para formar iones [Er(H2O)6Cl2]+ con el Cl− aislado completando la estructura.
El bromuro de erbio (III) es un sólido violeta. Se utiliza, al igual que otros compuestos de bromuro metálico, en el tratamiento de agua, análisis químicos y para determinadas aplicaciones de crecimiento de cristales. El yoduro de erbio (III) es un compuesto ligeramente rosado que es insoluble en agua. Puede prepararse haciendo reaccionar directamente erbio con yodo.

## Precauciones
Como los demás lantánidos los compuestos de erbio tienen baja o moderada toxicidad, aunque su toxicidad no se ha investigado detalladamente. El erbio metálico en polvo representa un riesgo de incendio y explosión.